# Vărsătura (okręg Vrancea)
Vărsătura – wieś w Rumunii, w okręgu Vrancea, w gminie Jariștea. W 2011 roku liczyła 610
mieszkańców